# Howard Kay Gloyd
Howard Kay Gloyd est un herpétologiste américain, né le 12 février 1902 à De Soto (Kansas) et mort le 7 août 1978 à Tucson.

## Biographie
Son intérêt pour la nature est encouragé par sa mère et il est, à douze ans, un taxidermiste accompli. Il fait ses études à l’université d'État du Kansas durant un an et obtient à l’université d'Ottawa son Bachelor of Sciences en 1924. Il enseigne la biologie dans cette université jusqu’en 1927, année où il part enseigner la zoologie à la faculté d’agriculture de l’université du Kansas. En 1928, il fait paraître The Amphibians and Reptiles of Franklin County, Kansas. En 1929, il obtient son Master of Sciences dans cette école avec une thèse sur la reproduction du serpent Agkistrodon contortrix.
Il séjourne durant l’été 1925 à la station biologique de l’université du Michigan et y rencontre Frank Nelson Blanchard (1888-1937). Ce dernier dirigera son doctorat qui porte sur les crotales. En 1936, il devient le directeur de l’Academy of Sciences de Chicago, fonction qu’il conserve jusqu’en 1958. Il fait paraître en 1938 Snakes of the genus “Tantilla” in the United States.
En 1939, il devient le vice-président de l’American Society of Ichthyologists and Herpetologists. En 1940, il fait paraître sa thèse Rattlesnakes, genera “Sistrurus and “Crotalus”. A study in zoogeography and evolution (réédité en 1978). Il organise de nombreuses expéditions en Arizona pour récolter des spécimens pour l’Académie de Chicago. De 1940 à 1947, il est consultant pour le service de recherche d’histoire naturelle de l’État de l’Illinois. En 1942, il obtient son doctorat à l’université d’Ottawa. Il fait paraître en 1942, avec Frank Nelson Blanchard (1888-1937), Ring-neck snakes, genus “Diadophis” et en 1943, Synopsis of the American forms of Agkistrodon (copperheads and moccasins). En 1958, il s’installe en Arizona où il donne des cours et est chercheur associé au département de zoologie de l’université de l'Arizona de Tucson. En 1974, il prend sa retraite et devient professeur émérite de cette université.
La Société herpétologique du Kansas a une bourse annuelle nommée en honneur de lui et d’Edward Harrison Taylor (1889-1978).

## Sources
- (en) Cet article est partiellement ou en totalité issu de l’article de Wikipédia en anglais intitulé « Howard K. Gloyd » (voir la liste des auteurs) (version du 11 juillet 2006).
- Kraig Adler (1989). Contributions to the History of Herpetology, Society for the study of amphibians and reptiles : 202 p.  (ISBN 0-916984-19-2)